# Servilia de civitate
La lex Servilia de civitate va ser una antiga llei romana, de la que no se'n coneix la data de creació ni la persona que la va proposar.
Se suposa que potser va ser el tribú de la plebs Gai Servili Glàucia, l'any 100 aC, quan eren cònsols Gai Mari i Luci Valeri Flac. Establia el dret dels llatins d'acusar de repetundis (extorsió) als senadors i als ciutadans romans, i rebrien la ciutadania si provaven el delicte.